# Albéric Magnard
Lucien-Denis-Gabriel-Albéric Magnard (ur. 9 czerwca 1865 w Paryżu, zm. 3 września 1914 w Baron w departamencie Oise) – francuski kompozytor.

## Życiorys
Jego ojciec, Francis Magnard, był dziennikarzem i wydawcą Le Figaro. W 1887 roku ukończył studia prawnicze, następnie wstąpił do Konserwatorium Paryskiego, gdzie uczył się u Théodore’a Dubois (harmonia i kontrapunkt) oraz Julesa Masseneta (kompozycja). W 1888 roku zdobył premier prix w zakresie harmonii, ale zniechęcony metodami nauczania opuścił konserwatorium. W latach 1888–1892 kontynuował prywatnie studia u Vincenta d’Indy’ego. W 1896 roku objął klasę kontrapunktu w Schola Cantorum de Paris. W 1908 roku osiadł w Baron. Zginął podczas I wojny światowej we wrześniu 1914 roku, broniąc swojego domu przed niemieckimi żołnierzami.

## Twórczość
Wpływ na twórczość Magnarda wywarła muzyka Beethovena, Wagnera, d’Indy’ego i Francka. Operował klasycznymi schematami, przestrzegając formalnych reguł, np. nadając swoim symfoniom układ 4-częściowy. W muzyce kameralnej tworzył w tradycyjnych gatunkach (sonata, trio, kwartet, kwintet).

## Wybrane kompozycje
(na podstawie materiałów źródłowych)

### Utwory orkiestrowe
- Suite d’orchestre dans le style ancien (1888, wersja zrewidowana 1889)
- 4 symfonie (I 1889–1890, II 1892–1893, III 1895–1896, IV 1911–1913)
- Ouverture (1894–1895)
- Chant funèbre (1895)
- Hymne à la justice (1902)
- Hymne à Vénus (1903–1904)

### Utwory kameralne
- Kwintet na flet, obój, klarnet, fagot i fortepian (1894)
- Sonata skrzypcowa G-dur (1901)
- Kwartet smyczkowy (1902–1903)
- Trio fortepianowe (1904–1905)
- Sonata wiolonczelowa (1909–1910)

### Utwory fortepianowe
- 3 Pièces (1887–1888)
- Promenades (1893)
- Pièces, En Dieu mon espérance et mon espée pour ma défense (1889)

### Utwory wokalne
- 6 Poèmes do słów Alfreda de Musseta, Horacego i Guya Ropartza (1887–1890)
- A Henriette (1890)
- 4 Poèmes en musique do słów kompozytora (1902)
- 12 Poèmes do słów André Chéniera i Marceline Desbordes-Valmore (1913–1914)

### Opery
- Yolande, libretto kompozytora (1888–1891, wyst. Bruksela 1892)
- Guercoeur, libretto kompozytora (1897–1900; partytura uszkodzona w pożarze domu kompozytora w 1914 roku zrekonstruowana przez Guya Ropartza, wyst. Paryż 1931)
- Bérénice, libretto kompozytora według Racine’a (1905–1909, wyst. Paryż 1911)